# Komenda Rejonu Uzupełnień Starogard

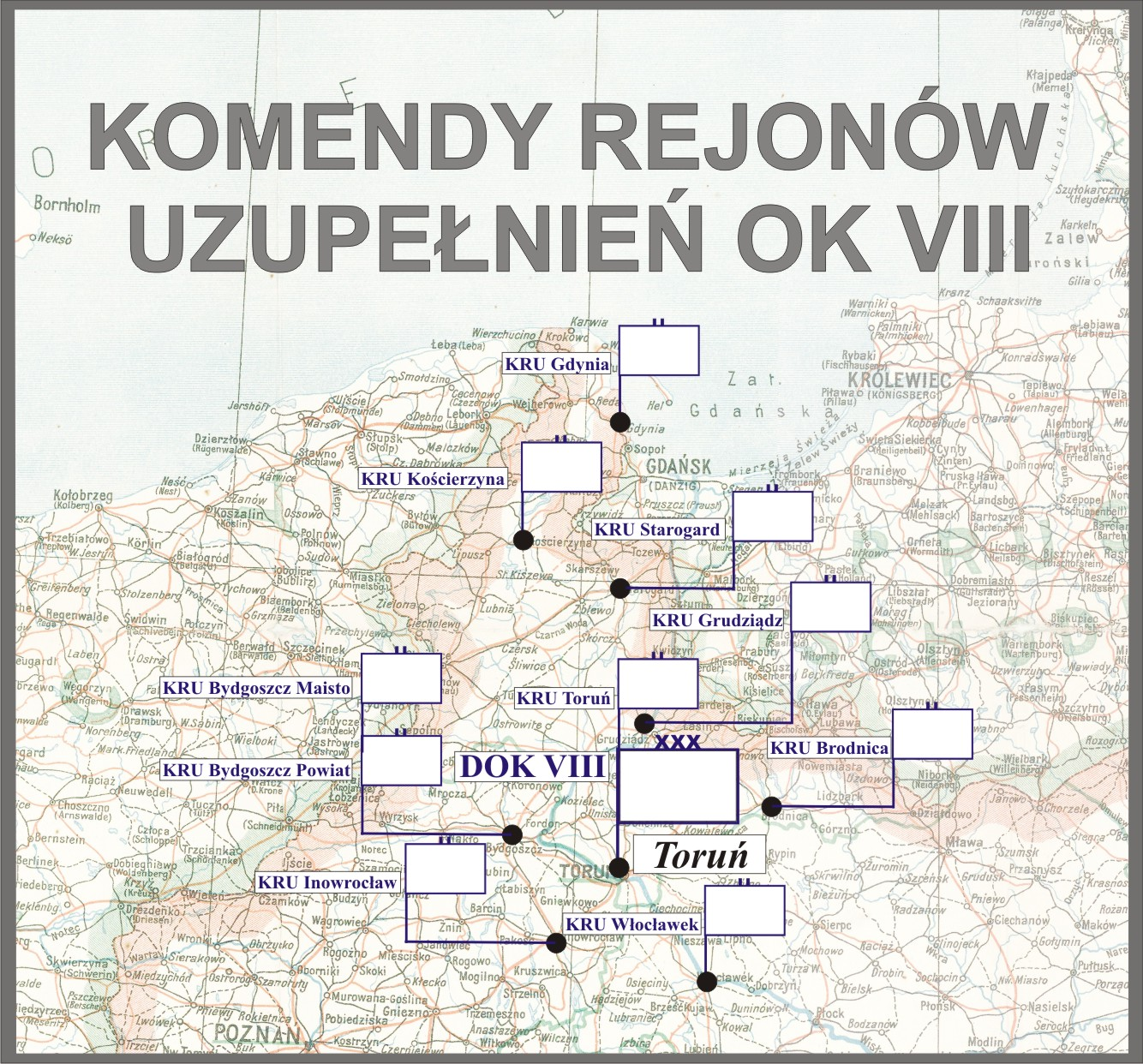
Komendy rejonów uzupełnień OK VIII

Komenda Rejonu Uzupełnień Starogard (KRU Starogard) – organ wojskowy właściwy w sprawach uzupełnień Sił Zbrojnych II Rzeczypospolitej i administracji rezerw w powierzonym mu rejonie.

## Historia komendy
W czerwcu 1921 roku PKU Starogard była podporządkowana Dowództwu Okręgu Generalnego „Pomorze” i obejmowała swoją właściwością powiaty: chojnicki, starogardzki, tucholski i złotowski.
Z dniem 15 listopada 1921 roku, po wejściu w życie nowego podziału kraju na dziesięć okręgów korpusów oraz wejściu w życie pokojowej organizacji służby poborowej, PKU Starogard została podporządkowana Dowództwu Okręgu Korpusu Nr VIII, a jej okręg poborowy obejmował powiaty: chojnicki, gniewski, sępoleński, starogardzki, tczewski i tucholski. Powiat tczewski został wyłączony z PKU Kościerzyna. W siedzibie każdego z sześciu powiatów miał rezydować oficer ewidencyjny. W 1923 roku obsadzone było jedynie stanowisko oficera ewidencyjnego Tuchola (por. piech. Adolf Wierzbicki).
Z dniem 1 czerwca 1922 roku została zlikwidowana gospoda inwalidzka przy PKU Starogard.
18 listopada 1924 roku weszła w życie ustawa z dnia 23 maja 1924 roku o powszechnym obowiązku służby wojskowej, a 15 kwietnia 1925 roku rozporządzenie wykonawcze ministra spraw wojskowych do tejże ustawy, wydane 21 marca tego roku wspólnie z ministrami: spraw wewnętrznych, zagranicznych, sprawiedliwości, skarbu, kolei, wyznań religijnych i oświecenia publicznego, rolnictwa i dóbr państwowych oraz przemysłu i handlu. Wydanie obu aktów prawnych wiązało się z przejęciem przez władze cywilne (administracji I instancji) większości zadań związanych z przygotowaniem i przeprowadzeniem poboru. Przekazanie większości zadań władzom cywilnym umożliwiło organom służby poborowej zajęcie się wyłącznie racjonalnym rozdziałem rekruta oraz ewidencją i administracją rezerw. Do tych zadań dostosowana została organizacja wewnętrzna powiatowych komend uzupełnień i ich składy osobowe. Poszczególne komendy różniły się między sobą składem osobowym w zależności od wielkości administrowanego terenu.
Zadania i nowa organizacja PKU określone zostały w wydanej 27 maja 1925 roku instrukcji organizacyjnej służby poborowej na stopie pokojowej. W skład PKU Starogard wchodziły trzy referaty: I) referat administracji rezerw, II) referat poborowy i referat inwalidzki. Nowa organizacja i obsada służby poborowej na stopie pokojowej według stanów osobowych L. O. I. Szt. Gen. 3477/Org. 25 została ogłoszona 4 lutego 1926 roku. Z tą chwilą zniesione zostały stanowiska oficerów ewidencyjnych.
12 marca 1926 roku została ogłoszona obsada personalna Przysposobienia Wojskowego, zatwierdzona rozkazem Dep. I L. 6000/26 przez pełniącego obowiązki szefa Sztabu Generalnego gen. dyw. Edmunda Kesslera, w imieniu ministra spraw wojskowych. Zgodnie z nową organizacją pokojową Przysposobienia Wojskowego zostały zlikwidowane stanowiska oficerów instrukcyjnych przy PKU, a w ich miejsce utworzone rozkazem Oddz. I Szt. Gen. L. 7600/Org. 25 stanowiska oficerów przysposobienia wojskowego w pułkach piechoty.
Od 1926 roku, obok ustawy o powszechnym obowiązku służby wojskowej i rozporządzeń wykonawczych do niej, działalność PKU Starogard normowała „Tymczasowa instrukcja służbowa dla PKU”, wprowadzona do użytku rozkazem MSWojsk. Dep. Piech. L. 100/26 Pob.
Z dniem 10 stycznia 1927 roku, w związku z likwidacją PKU Szubin i PKU Lubicz, minister spraw wojskowych dokonał zmian w podziale terytorialnym Okręgu Korpusu Nr VIII. W ramach tych zmian z PKU Starogard zostały włączone powiaty sępoleński i tucholski. Pierwszy z wymienionych powiatów został przyłączony do PKU Bydgoszcz, a drugi do PKU Grudziądz. Jednocześnie skład osobowy PKU Starogard został zredukowany do typu II. Od tego czasu PKU Starogard administrowała powiatami: chojnickim, gniewskim, starogardzkim i tczewskim. W grudniu 1930 roku komenda posiadała skład osobowy typ III.
31 lipca 1931 roku gen. dyw. Kazimierz Fabrycy, w zastępstwie ministra spraw wojskowych, rozkazem B. Og. Org. 4031 Org. wprowadził zmiany w organizacji służby poborowej na stopie pokojowej. Zmiany te polegały między innymi na zamianie stanowisk oficerów administracji w PKU na stanowiska oficerów broni (piechoty) oraz zmniejszeniu składu osobowego PKU typ I–IV o jednego oficera i zwiększeniu o jednego urzędnika II kategorii. Liczba szeregowych zawodowych i niezawodowych oraz urzędników III kategorii i niższych funkcjonariuszy pozostała bez zmian.
Z dniem 1 kwietnia 1932 roku został zniesiony powiat gniewski, a należące do niego gminy włączone do powiatów: starogardzkiego, świeckiego i tczewskiego.
20 lipca 1932 prezydent RP nadał Medal Niepodległości st. sierż. Stanisławowi Lewickiemu z PKU Starogard.
1 lipca 1938 roku weszła w życie nowa organizacja służby uzupełnień, zgodnie z którą dotychczasowa PKU Starogard została przemianowana na Komendę Rejonu Uzupełnień Starogard przy czym nazwa ta zaczęła obowiązywać 1 września 1938 roku, z chwilą wejścia w życie ustawy z dnia 9 kwietnia 1938 roku o powszechnym obowiązku wojskowym. Obok wspomnianej ustawy i rozporządzeń wykonawczych do niej, działalność KRU Starogard normowały przepisy służbowe MSWojsk. D.D.O. L. 500/Org. Tjn. Organizacja służby uzupełnień na stopie pokojowej z 13 czerwca 1938 roku. Zgodnie z tymi przepisami komenda rejonu uzupełnień była organem wykonawczym służby uzupełnień .
Komendant rejonu uzupełnień w sprawach dotyczących uzupełnień Sił Zbrojnych i administracji rezerw podlegał bezpośrednio dowódcy Okręgu Korpusu Nr VIII, który był okręgowym organem kierowniczym służby uzupełnień. Rejon uzupełnień nie uległ zmianie i nadal obejmował powiaty: chojnicki, starogardzki i tczewski.

## Obsada personalna
Poniżej przedstawiono wykaz oficerów zajmujących stanowisko komendanta Powiatowej Komendy Uzupełnień i komendanta rejonu uzupełnień oraz wykaz osób funkcyjnych (oficerów i urzędników wojskowych) pełniących służbę w PKU i KRU Starogard, z uwzględnieniem najważniejszych zmian organizacyjnych przeprowadzonych w 1926 i 1938 roku.
| Komendanci                         | Komendanci              | Komendanci                        |
| ---------------------------------- | ----------------------- | --------------------------------- |
| Stopień, imię i nazwisko           | Okres pełnienia funkcji | Kolejne stanowisko (dalsze losy)  |
| płk kaw. Adam Łukaszewicz          | 12 XI 1919 – 22 V 1920  | komendant PKU 29 pp w Kaliszu     |
| ppłk piech. Mieczysław Łobodziński | 1920 – III 1921         | Główna Stacja Zborna Lublin       |
| mjr piech. Roman Jachimowicz       | od III 1921             |                                   |
| płk piech. Leon Silicki            | 1923 – II 1927          | stan spoczynku z dniem 30 IV 1927 |
| mjr piech. Jan I Kijowski          | II – III 1927           | komendant PKU Kamionka Strumiłowa |
| ppłk art. Jan Władysław Ryż        | III – X 1927            | komendant PKU Przemyśl            |
| ppłk piech. Leon I Dąbrowski       | XI 1927 – XI 1932       | dyspozycja dowódcy OK VIII        |
| ppłk piech. Lucjan Bornstaedt      | VI 1933 – 1939          | w niemieckiej niewoli             |

| Obsada pozostałych stanowisk funkcyjnych PKU w latach 1921–1925 | Obsada pozostałych stanowisk funkcyjnych PKU w latach 1921–1925 | Obsada pozostałych stanowisk funkcyjnych PKU w latach 1921–1925 | Obsada pozostałych stanowisk funkcyjnych PKU w latach 1921–1925 |
| --------------------------------------------------------------- | --------------------------------------------------------------- | --------------------------------------------------------------- | --------------------------------------------------------------- |
| I referent                                                      | kpt. kanc. Karol Czepel                                         | od 7 V 1923                                                     |                                                                 |
| I referent                                                      | mjr piech. Leon Rapszewicz                                      | 1 X 1923 – II 1926                                              | dyspozycja dowódcy OK VIII                                      |
| II referent                                                     | urzędnik wojsk. XI rangi Alfred Gebel                           | do 25 V 1923                                                    | OE Wągrowiec PKU Szubin                                         |
| II referent                                                     | por. kanc. Stanisław Tyrała                                     | 25 V – 19 VI 1923                                               | OE Wągrowiec PKU Szubin                                         |
| II referent                                                     | urzędnik wojsk. XI rangi / por. kanc. Alfred Gebel              | 19 VI 1923 – II 1926                                            | kierownik II referatu                                           |
| oficer instrukcyjny                                             | por. piech. Robert Antoni Bałowski                              | 1923 – X 1925                                                   | 64 pp                                                           |
| oficer instrukcyjny                                             | kpt. piech. Jan Ferdynand Stettner                              | od X 1925                                                       |                                                                 |
| oficer ewidencyjny na powiat chojnicki                          | por. art. Leszek Jerzy Rudnicki                                 | 2 X 1923 – VI 1924                                              | 18 pap                                                          |
| oficer ewidencyjny na powiat chojnicki                          | chor. Marcin Kowalczyk                                          | od II 1925                                                      |                                                                 |
| oficer ewidencyjny na powiat gniewski                           | wakat                                                           |                                                                 |                                                                 |
| oficer ewidencyjny na powiat sępoleński                         | por. piech. Stanisław III Witkowski                             | od IV 1925                                                      |                                                                 |
| oficer ewidencyjny na powiat starogardzki                       | urzędnik wojsk. X rangi Ignacy Macherski                        | od IV 1923                                                      |                                                                 |
| oficer ewidencyjny na powiat starogardzki                       | ppor. rez. powoł. do sł. czyn. Alojzy Kucharski                 | 22 IX – XII 1923                                                | II referent PKU Kościerzyna                                     |
| oficer ewidencyjny na powiat starogardzki                       | urzędnik wojsk. X rangi / por. kanc. Jan Żarnowski              | XII 1923 – II 1926                                              | referent                                                        |
| oficer ewidencyjny na powiat tczewski                           | urzędnik wojsk. XI rangi / chor. Jan Niżnik                     | od 21 VI 1923                                                   |                                                                 |
| oficer ewidencyjny na powiat tucholski                          | por. piech. Adolf Wierzbicki                                    | 4 VI – 16 VIII 1923                                             | II referent PKU Zamość                                          |
| oficer ewidencyjny na powiat tucholski                          | urzędnik wojsk. XI rangi / chor. Jan Markowski                  | od 16 VIII 1923 – był w 1925                                    |                                                                 |
| Obsada pozostałych stanowisk funkcyjnych PKU w latach 1926–1938 |                                                                 |                                                                 |                                                                 |
| kierownik I referatu administracji rezerw i zastępca komendanta | mjr piech. Jan Ferdynand Stettner                               | do X 1926                                                       | dowódca III/65 pp                                               |
| kierownik I referatu administracji rezerw i zastępca komendanta | mjr piech. Władysław Pietraszkiewicz                            | do V 1927                                                       | oficer placu Kalisz                                             |
| kierownik I referatu administracji rezerw i zastępca komendanta | mjr żand. / piech. Wincenty Strohe                              | IX 1927 – II 1929                                               | dyspozycja dowódcy OK VIII                                      |
| kierownik I referatu administracji rezerw i zastępca komendanta | mjr piech. Michał Perestaj                                      | III – VII 1929                                                  | dyspozycja dowódcy OK VIII                                      |
| kierownik I referatu administracji rezerw i zastępca komendanta | kpt. piech. Michał Talaga                                       | 15 I 1932 – 30 IX 1933                                          | stan spoczynku                                                  |
| kierownik I referatu administracji rezerw i zastępca komendanta | kpt. piech. Bronisław Michał Roganowicz                         | 1933 – VI 1938                                                  | kierownik I referatu KRU                                        |
| kierownik II referatu poborowego                                | por. kanc. Alfred Gebel                                         | od II 1926                                                      |                                                                 |
| kierownik II referatu poborowego                                | por. kanc. Ferdynand Trapp                                      | p.o. VII 1929 – 31 III 1932                                     | stan spoczynku                                                  |
| kierownik II referatu poborowego                                | por. kanc. / piech. Jan Żarnowski                               | był w 1932 – 30 VI 1934                                         | stan spoczynku                                                  |
| kierownik II referatu poborowego                                | kpt. piech. Józef Błażej Muzyka                                 | 1934, był w VI 1935                                             |                                                                 |
| referent inwalidzki                                             | por. kanc. Józef Smejkal                                        | od II 1926                                                      |                                                                 |
| referent inwalidzki                                             | por. kanc. Ferdynand Trapp                                      | V 1927 – VII 1927                                               | p.o. kierownika II referatu                                     |
| referent                                                        | por. kanc. Jan Żarnowski                                        | II 1926 – ?                                                     | kierownik II referatu                                           |
| Obsada pozostałych stanowisk funkcyjnych KRU w latach 1938–1939 |                                                                 |                                                                 |                                                                 |
| kierownik I referatu ewidencji                                  | kpt. adm. (piech.) Bronisław Michał Roganowicz                  | był w III 1939                                                  |                                                                 |
| kierownik II referatu uzupełnień                                | kpt. adm. (piech.) Wacław Józef Tencza                          | był w III 1939                                                  |                                                                 |